# Aéroport de Paris-Le Bourget
Luchthaven Le Bourget (Frans: Aéroport de Paris-Le Bourget) is na luchthaven Charles de Gaulle en luchthaven Orly de derde luchthaven van Parijs. Le Bourget ligt 6,5 km ten noordoosten van Parijs in het departement Seine-Saint-Denis en heeft drie startbanen. De ICAO-code is LFPB en de IATA-code is LBG. Destijds was het de voornaamste luchthaven van Parijs maar deze luchthaven wordt alleen gebruikt voor demonstratie- en zakenvluchten.

## Geschiedenis
De luchthaven is eind 1914 ontstaan toen de Franse regering braakliggende gronden opeiste om ze als startbaan te gebruiken ten behoeve van de oorlog.
Op dit vliegveld landde Charles Lindbergh op 21 mei 1927 met zijn legendarische Spirit of St. Louis, nadat hij een dag eerder vanuit New York vertrokken was en voor het eerst de oceaan in 33 ½ uur overstak. Dit wordt op Le Bourget herdacht met een plakkaat dat in het tarmac is ingewerkt.
Op 25 juni 1940 begon Adolf Hitler zijn tournee door Parijs, samen met Albert Speer en een uitgebreide entourage.
Op 16 juni 1961 kwam de Sovjet-balletdanser Rudolf Nureyev aan op Le Bourget Airport. Hij was overgelopen vanachter het IJzeren Gordijn.
In 1977 werd Le Bourget gesloten voor internationaal vliegverkeer en in 1980 voor regionaal vliegverkeer. Heden ten dage blijft deze luchthaven zowel binnenlandse als internationale zakenluchtvaart ontvangen.
De luchthaven herbergt een standbeeld ter herdenking aan Raymonde de Laroche, de Franse eerste vrouw die een vliegbrevet behaalde.
Op het terrein is ook het oudste luchtvaartmuseum ter wereld gevestigd; het Musée de l'Air et de l'Espace. In dit museum is de eerste Concorde tentoongesteld.

## Salon International de l'Aéronautique et de l'Espace
Tweejaarlijks vindt op luchthaven Le Bourget de Salon international de l'aéronautique et de l'espace (SIAE) plaats. In de volksmond wordt meestal gesproken van Salon du Bourget of de Paris Air Show. Dit evenement is in de eerste plaats een handelsbeurs en geen klassieke vliegshow. Het wordt om de twee jaar gehouden, afwisselend met de Farnborough Airshow in Engeland en de ILA Berlin Air Show in Berlijn. Het is de een van de belangrijkste handelsbeurzen voor de lucht- en ruimtevaart. Fabrikanten tonen er vaak hun nieuwste modellen aan het publiek. De beurs duurt zeven dagen, waarvan vier voor specialisten en drie voor het overige publiek. In 2017 was de een van de publiekstrekkers de Amerikaanse F-35 Lightning II. Airbus stelde er de nieuwe A-380 Plus voor.

## Ongevallen
Op 29 augustus 1948 stortte de SNCASE Languedoc P / 7 (F-BATG) van Air France neer op Le Bourget.
Op 7 april 1952 raakte de SNCASE Languedoc P / 7 (F-BATB) van Air France zwaar beschadigd toen het toestel van de landingsbaan raakte bij het opstijgen. Het vliegtuig voerde een passagiersvlucht uit van Le Bourget naar Heathrow, Londen.
Op 3 juni 1973 stortte een Tupolev Tu-144 neer tijdens de Paris Air Show. Dit incident staat bekend als de 1973 Paris Air Show-crash.
Op 8 juni 1989 verongelukte een Russische Mig-29 tijdens de Paris Air Show. Tijdens de demovlucht werd een vogel in de turbofan van zijn rechter motor gezogen, waardoor deze in brand vloog. De piloot, Anatoly Kvochur schakelde zijn resterende motor onmiddellijk om naar volledige naverbrander. Zijn snelheid, 180 kilometer per uur, was echter te langzaam om het toestel op één motor stabiel te behouden. Het vliegtuig kwam in een steile duikvlucht terecht. Kvochur slaagde erin om de MiG weg te leiden van het publiek en het toestel te verlaten met zijn schietstoel, 2,5 seconden voor de crash.
Op 25 juli 2000 probeerde de Concorde van Air France (vlucht 4590) uit te wijken naar Le Bourget voordat het toestel, kort na het opstijgen vanaf de luchthaven Charles de Gaulle, neerstortte.